# Molly Malone
Molly Malone, Roud 16932, (också känd som "Cockles and Mussels") är en populär visa från Irland.

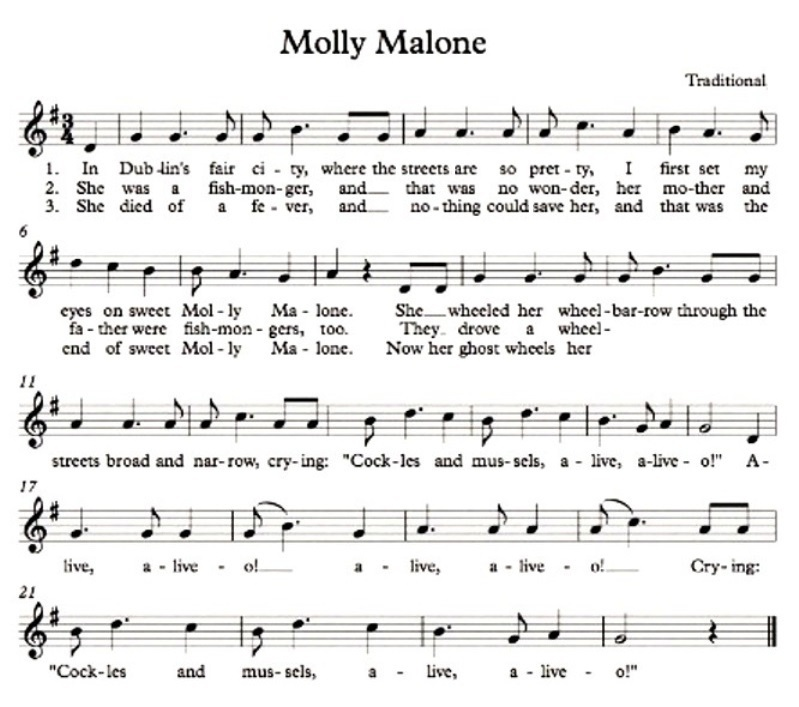

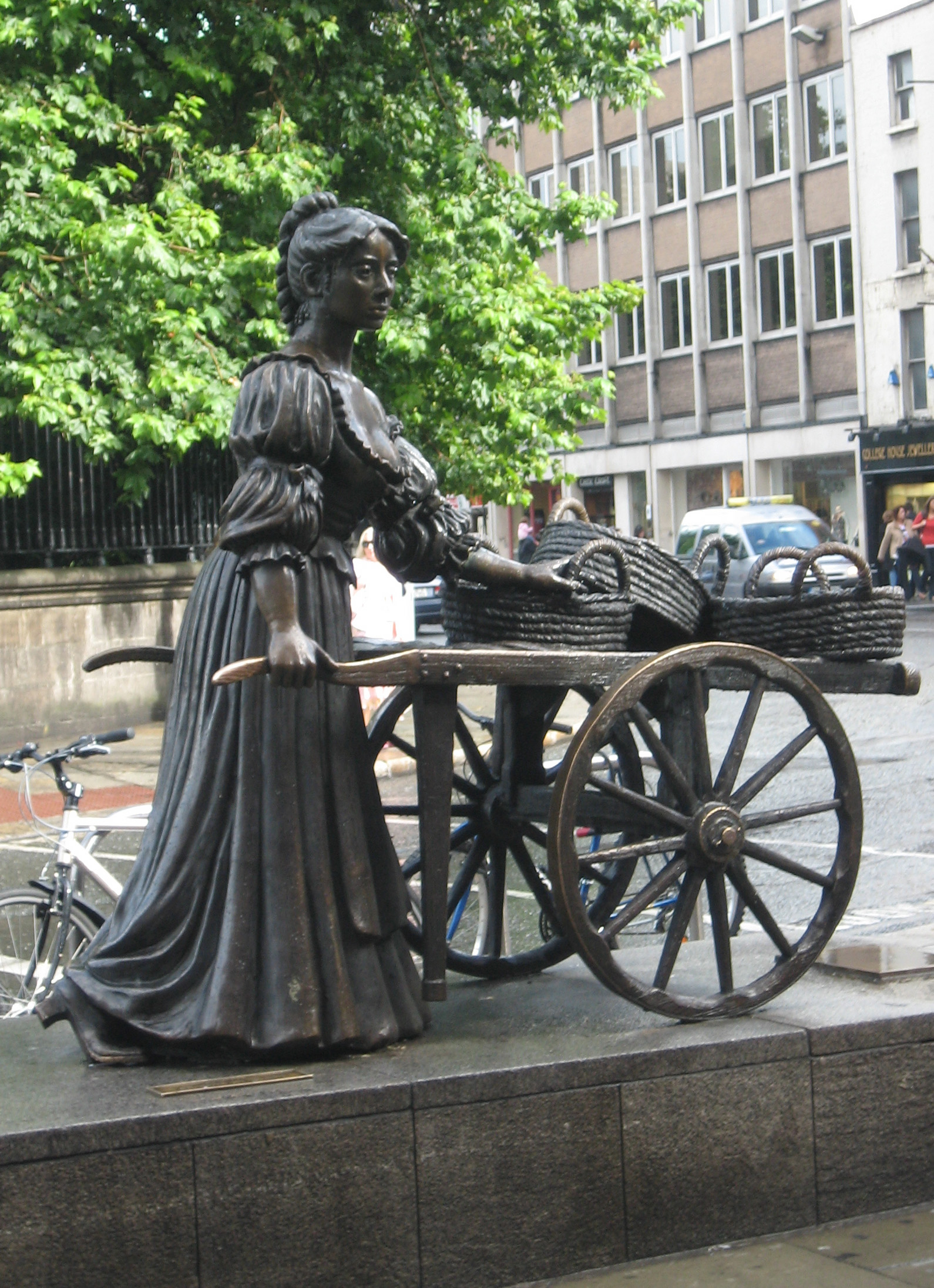
Staty av Molly på Grafton Street, Dublin

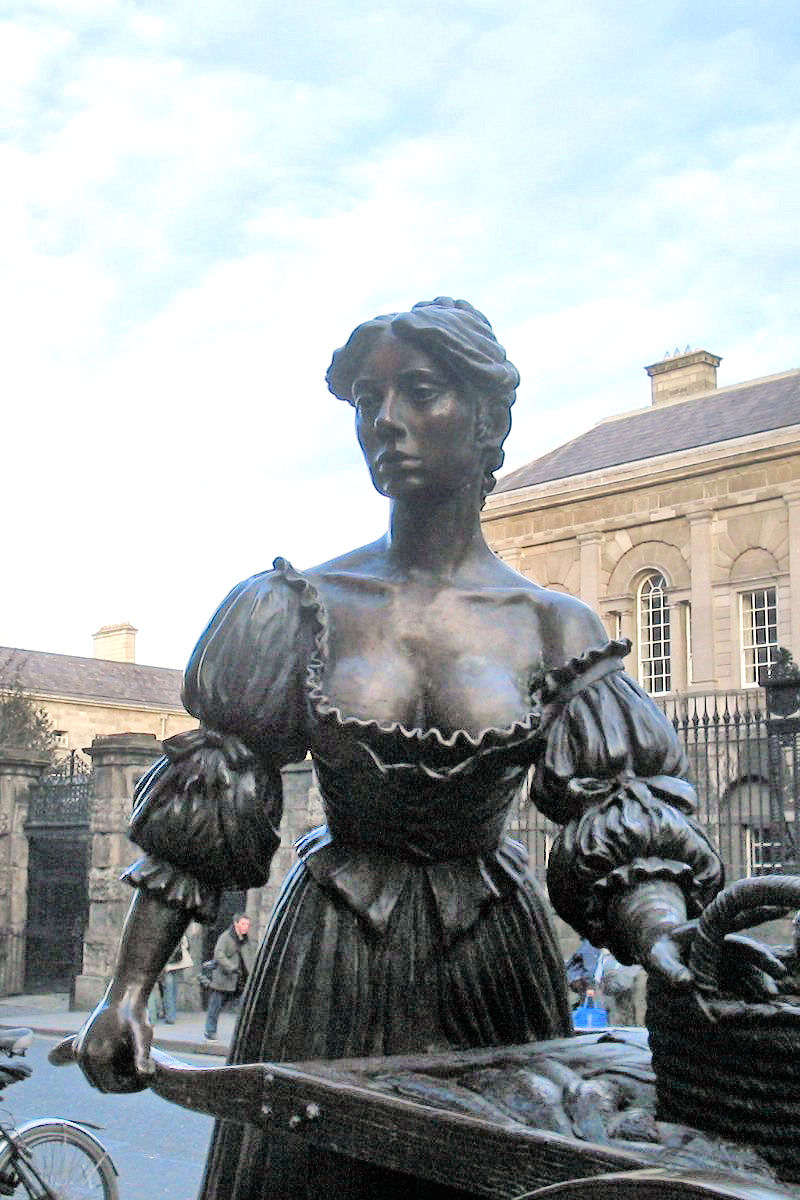
Närbild på Molly

Visan har blivit Dublins inofficiella sång. Den skrevs 1880 av James Yorkston, men det finns en annan version som skrevs ett år tidigare i Camebridge, Massachusetts. Någon tidigare version har ej hittats . Sången handlar om en ung fiskförsäljerska, som gick omkring på Dublins gator och sålde fisk. Enligt visan, så dog hon ung i feber. På Grafton Street i Dublin finns det sen 1987 en staty tillverkad av Jeanne Rynhart på Molly, som en storbystad ung kvinna i tidig 1700-talsklädsel, med kärran framför sig. 
Det finns inga bevis på att sången handlar om en särskild kvinna som levt och verkat i Dublin eller någon annan plats. Istället är den säkert inspirerad av andra populära sånger, som Percy Montross "Oh My Darling, Clementine", som skrevs ungefär 1880.
Den 18 juli 2014 flyttades statyn till Suffolk Street, framför Tourist Information Office på grund av spårvägen Luas.
I april 2025 beslutade Dublins kommunfullmäktige att anställa förvaltare för att på experimentbasis patrullera Molly Malone-statyn för att skydda dess fylliga bröst från gnuggning, en sed som introducerades av reseguider 2012 och påstods ge lycka. Förvaltarna kommer att be turister att titta, men inte röra statyn. På grund av den intensiva gnidningen har den skyddande beläggningen slitits av bronset. Åtgärden skall minska kostnaderna för underhållet av statyn. Förvaltarna kommer bara att kosta några tusen euro, vilket är många gånger billigare än den sexsiffriga summan som behövs för att höja sockeln, och kanske kommer detta att stoppa de ständiga trakasserierna av söta Molly Malone.
Rugbysuporters i Dublin GAA, Leinster Rugby teams och Ireland national rugby union team sjunger sången på matcherna.

## Sångtexten
In Dublin's fair city,

where the girls are so pretty,

I first set my eyes on sweet Molly Malone,

As she wheeled her wheel-barrow,

Through streets broad and narrow,

Crying, "Cockles and mussels, alive alive oh!"

"Alive-a-live-oh,

Alive-a-live-oh",

Crying "Cockles and mussels, alive alive oh".

She was a fishmonger,

And sure 'twas no wonder,

For so were her father and mother before,

And they each wheeled their barrow,

Through streets broad and narrow,

Crying, "Cockles and mussels, alive, alive oh!"

(chorus)

She died of a fever,

And no one could save her,

And that was the end of sweet Molly Malone.

Now her ghost wheels her barrow,

Through streets broad and narrow,

Crying, "Cockles and mussels, alive, alive oh!"

(chorus)